# Élections législatives de 2017 en république du Congo
Les élections législatives congolaises de 2017 s'est déroulée les 16 et 30 juillet 2017 en République du Congo,. Les élections départementales ont lieu en même temps que le premier tour. Le Parti congolais du travail (gauche) conserve sa large majorité des sièges.

## Contexte
Les élections ont lieu en même temps que les élections des conseils départementaux pour lesquelles 1189 listes sont en concurrences. L'opposition dénonce un scrutin organisé alors que le département du Pool est secoué par des affrontements entre les forces de l’ordre et les miliciens de Frédéric Bitsamou, alias Pasteur Ntumi, ayant causé le déplacement de plusieurs milliers de personnes. Plusieurs partis conditionnent leur participation au scrutin « à la fin de la crise du Pool et à la libération de tous les prisonniers politiques ».
Le président de la Commission nationale électorale indépendante (CNEI), Henri Bouka, assure que l'élection se déroule sur l'ensemble du territoire congolais, y compris dans le département du Pool. « Aucune (circonscription) n'est exclue [du scrutin] ». Une partie de l'opposition refuse toujours également de reconnaitre comme légitime l'élection de Sassou Nguesso lors de la présidentielle contestée de 2016.

## Système électoral
L'Assemblée nationale se compose de 151 députés (139 au précédent scrutin) élus pour un mandat de cinq ans au scrutin uninominal majoritaire à deux tours dans 151 circonscriptions électorales uninominales,.
Les départementales, en un seul tour, ont lieu en même temps que le premier tour des législatives afin de pourvoir pour une durée de cinq ans les 1 158 sièges de conseillers départementaux (890 aux précédentes élections), au scrutin proportionnel plurinominal de liste, sans panachage ni vote préférentiel, selon la méthode dite du plus fort reste.

## Campagne et forces en présence
L'augmentation de la caution que les candidats doivent verser pour se présenter 100 000 à 1 500 000 francs CFA (2 800 euros), est vivement contestée. L’Union panafricaine pour la démocratie sociale (UPADS) n’a ainsi pu aligner que 43 candidats pour les 151 sièges à pourvoir par manque de moyens financiers.
Une grande partie des membres du gouvernement se présente aux élections, avec 31 candidats au poste de députés sur 38, dont le premier ministre Clément Mouamba et 19 autres ministres. En cas de victoire, leur adjoints les remplaceront au parlement tant qu'ils feront partie du gouvernement.
Le Parti congolais du travail (PCT) au pouvoir présente 128 candidats sur 151 sièges à pourvoir. De nombreux alliés de l'ancien parti unique ainsi que plusieurs candidats indépendants  apparentés au pouvoir ont également présentés leurs candidatures.
La principale formation d'opposition, l'Union panafricaine pour la démocratie sociale (UPADS), présente quant à elle 43 candidats aux législatives, contre 31 pour l'Union des démocrates et humanistes (UDH) de Guy-Brice Parfait Kolélas, arrivé deuxième à la présidentielle de 2016.
En tout, 711 candidats se présentent pour les 151 sièges de la nouvelle législature. Des élections sans heurts majeurs sont attendus.
L'avant veille du scrutin, le chef de la délégation d'une cinquantaine d'observateurs déployés par l'Union africaine Django Cissoko, juge que « la campagne se déroule normalement » sur le terrain. L'opposition pointe néanmoins des dysfonctionnements, rejetés par le gouvernement.

## Déroulement et participation
Le scrutin a lieu dans 4386 bureaux de vote où sont attendus un peu plus de 2,2 millions d'électeurs, en augmentation de 5,2 % par rapport au scrutin présidentiel de l'année précédente, soit 110 250 nouveaux inscrits.
Malgré quelques anomalies, les départementales et le premier tour des législatives se déroulent « sans incidents majeurs » selon un observateur de l'Union africaine. Les bureaux de vote ferment comme prévu à 18 h pour laisser place au dépouillement.
Le vote n'a cependant pas lieu dans huit des quatorze circonscriptions du Pool et dans l'une de celles adjacente du département de la Bouenza, les scrutins ayant finalement été reportés à cause des violences dans le Pool. Les députés occupant ces sièges pourraient être automatiquement reconduits en attendant des élections partielles. De même, des troubles dans les circonscriptions de Kingoué (Bouenza) et Kéllé (Cuvette-Ouest) obligent le gouvernement à procéder à un second premier tour dans ces circonscriptions le lundi 24 juillet,.
Selon le ministère de l’Intérieur, la participation provient essentiellement de l’intérieur du pays, ayant été relativement faible dans la capitale Brazzaville et la grande ville de Pointe-Noire.

## Résultats
| Partis                    | Partis                                                | Premier tour, | Premier tour, | Premier tour, | Second tour | Second tour | Second tour | Total sièges | +/- |
| Partis                    | Partis                                                | Voix          | %             | Sièges        | Voix        | %           | Sièges      | Total sièges | +/- |
| ------------------------- | ----------------------------------------------------- | ------------- | ------------- | ------------- | ----------- | ----------- | ----------- | ------------ | --- |
|                           | Parti congolais du travail (PCT)                      |               |               | 72            |             |             | 18          | 90           |     |
|                           | Union des démocrates et humanistes-Yuki (UDH-Yuki)    |               |               | 7             |             |             | 1           | 8            |     |
|                           | Union panafricaine pour la démocratie sociale (UPADS) |               |               | 3             |             |             | 5           | 8            |     |
|                           | Dynamique pour la république et le redressement (DRR) |               |               | 0             |             |             | 3           | 3            |     |
|                           | Indépendants                                          |               |               | 13            |             |             |             |              |     |
|                           | Sièges non pourvus                                    |               |               |               |             |             |             | 9            | -   |
|                           |                                                       |               |               |               |             |             |             |              |     |
| Votes valides             |                                                       |               |               |               |             |             |             |              |     |
| Votes blancs et invalides |                                                       |               |               |               |             |             |             |              |     |
| Total                     | Total                                                 |               | 100           | 95            |             | 100         | 27          | 151          | 12  |
| Abstentions               | Abstentions                                           |               | -             |               |             | -           |             |              |     |
| Inscrits / participation  | Inscrits / participation                              | 2 221 596     |               | 2 221 596     |             |             |             |              |     |

### Premier tour
Les résultats du premier tour sont annoncés le 21 juillet par le ministère de l'Intérieur. Sans surprise, c'est une large victoire pour le parti au pouvoir, le Parti congolais du travail (PCT) du président Denis Sassou Nguesso, qui remporte 70 sièges dès le premier tour et reste en ballotage dans 28 autres circonscriptions.
Chez les partis d'opposition, l’Union des démocrates et humanistes-Yuki (UDH-Yuki) remporte quant à elle sept sièges plus quatre autres qualifiés pour le second tour. L’Union panafricaine pour la démocratie sociale (UPADS) en obtient trois et en garde six en ballotage.

### Second tour
Le 3 août, les résultats du second tour sont annoncés. Le PCT remporte 18 sièges supplémentaires. L'UPADS rattrape l'UDH-Yuki avec huit sièges chacun.
À Brazzaville, des violences et des fraudes sont observées dans les bureaux de vote de deux circonscriptions.

### Résultats notables
Trois des quatre enfants du président candidats à un siège de député sont élus.
À l'inverse, trois ministres échouent à se faire élire.